# Annona bahiensis
Annona bahiensis este o specie de plante angiosperme din genul Annona, familia Annonaceae. A fost descrisă pentru prima dată de Paulus Johannes Maria Maas și Lübbert Ybele Theodoor Westra, și a primit numele actual de la H. Rainer. Conform Catalogue of Life specia Annona bahiensis nu are subspecii cunoscute.